# Crocidura batakorum
Crocidura batakorum — дрібний ссавець, вид роду білозубка (Crocidura) родини мідицеві (Soricidae) ряду мідицеподібні (Soriciformes).

## Опис
Довжина голови й тіла 63,5 мм, хвіст 43 мм. Голова коротка і загострена, з рідкісними вібрисами до 14 мм в довжину. Спинний і черевний волосяний покрив темно-коричневий. Волосся на тілі рівномірно забарвлене від основи до кінчика.

## Поширення
Вид з Філіппін. Початковий екземпляр цього виду було виявлено в недатованих відкладеннях у невеликій печері-укриття біля печери Табон на мисі Ліпуун, поблизу затоки Малунут, при цьому екземпляр датується серединою голоцену. Його розташування вказувало на його поширеність у первинних низинних лісах, однак він також є вважалося, що існує у вторинному лісі. C. batakorum зустрічається разом із C. palawanensis, причому вважають, що ці два види широко поширені на острові.